# 베스트 엑조틱 메리골드 호텔 2
베스트 엑조틱 메리골드 호텔 2(The Second Best Exotic Marigold Hotel)는 영국에서 제작된 존 매든 감독의 2015년 코미디, 드라마 영화이다. 매기 스미스 등이 주연으로 출연하였다.

## 출연

### 주연
- 매기 스미스
- 리차드 기어
- 빌 나이

### 조연
- 주디 덴치
- 데브 파텔
- 페네로프 윌튼
- 셀리아 아임리
- 데이빗 스트라탄
- 탬신 그레이그
- 릴레트 듀비
- 다이아나 하드캐슬
- 로널드 픽업
- 샤자드 라티프
- 클레어 프라이스

## 제작진
- 세트: 에드 터너